# Luká
Luká är en ort i Tjeckien.   Den ligger i regionen Olomouc, i den östra delen av landet, 190 km öster om huvudstaden Prag. Luká ligger 483 meter över havet och antalet invånare är 801.
Terrängen runt Luká är platt åt sydväst, men åt nordost är den kuperad. Runt Luká är det ganska tätbefolkat, med 86 invånare per kvadratkilometer. Närmaste större samhälle är Uničov, 18,4 km nordost om Luká. Trakten runt Luká består till största delen av jordbruksmark.